# 帕拉奇語
帕拉奇語（英語：Parachi）是一種伊朗語支的語言。帕拉奇語主要有600個阿富汗帕拉查族人所使用，主要集中在尼吉拉北部的上游地帶（位於喀布爾省北方），在該地區外，使用帕拉奇語的人口有5,000人。該語言與巴基斯坦南瓦濟里斯坦的卡尼古然（Kaniguram）所使用的奧穆爾語關係密切。
帕拉奇語通常被分類於東伊朗下語支的一員，縱使這只是一個語言聯盟的分類法，與遺傳學不同。民族語將帕拉奇語分類在西北伊朗下語支中。